# Ditrichum tenuinerve
Ditrichum tenuinerve är en bladmossart som beskrevs av Dixon in Christophersen 1960. Ditrichum tenuinerve ingår i släktet grusmossor, och familjen Ditrichaceae. Inga underarter finns listade i Catalogue of Life.